# Gettin’ Over You
Gettin’ Over You – remiks utworu Davida Guetty z gościnnym udziałem amerykańskiego wokalisty Chrisa Willisa pod tytułem Gettin’ Over. Oryginalna wersja utworu została wydana na albumie Davida One Love oraz jako singiel internetowy 31 lipca 2009. Remix nosi tytuł Gettin Over You i został wydany jako szósty singiel z albumu oraz jako pierwszy promuje jego reedycję. Został wydany 12 kwietnia 2010 i zrealizowano teledysk do tej wersji utworu. Głosów w nim użyczyli Chris Willis, Fergie oraz duet LMFAO.
Teledysk miał swoją premierę 18 maja 2010. Za jego reżyserię odpowiadał Rich Lee, który nagrywał teledyski z innymi artystami m.in. The Black Eyed Peas. Przedstawia on Davida Guettę, Chrisa Willisa, Fergie i duet LMFAO podczas imprezy.

## Lista utworów
1. „Gettin’ Over You” (Radio Edit) – 3:06
2. „Gettin’ Over You” (Extended Mix) – 6:00
3. „Gettin’ Over You” (Mitomi Tokoto Remix) – 7:50
4. „Gettin’ Over You” (Sidney Samson Remix) – 6:02
5. „Gettin’ Over You” (Avicii’s Vocal Mix At Night Vocal Mix) – 6:15
6. „Gettin’ Over You” (Avicii’s Vocal Mix At Night Dub Mix) – 6:15
7. „Gettin’ Over You” (Thomas Gold Remix) – 6:35

## Pozycje na listach
| Lista (2010)                       | Najwyższa pozycja |
| ---------------------------------- | ----------------- |
| Australian Singles Chart           | 39                |
| European Hot 100 Singles           | 29                |
| German Singles Chart               | 51                |
| Italian Singles Chart              | 31                |
| Spanish Singles Charts             | 36                |
| U.S. Billboard Hot Dance Club Play | 29                |